# Região Metropolitana de Natal
A Região Metropolitana de Natal (RMN), também conhecida como Grande Natal, reúne quinze municípios do estado do Rio Grande do Norte formando a quarta maior aglomeração urbana do Nordeste, atrás apenas das regiões metropolitanas de Recife (PE), Salvador (BA) e Fortaleza (CE) formando a décima nona maior região metropolitana do país. 
O termo refere-se à extensão da capital potiguar, considerando-se apenas o núcleo urbano, formado por Natal e quatro de seus municípios limítrofes: Parnamirim, São Gonçalo do Amarante, Macaíba e Extremoz, que formam uma mancha urbana contínua, além de outros municípios próximos sem nenhuma conurbação entre eles: Arez, Bom Jesus, Ceará-Mirim, Goianinha, Ielmo Marinho, Maxaranguape, Monte Alegre, Nísia Floresta, São José de Mipibu, Vera Cruz.

## História
A criação da Região Metropolitana de Natal (RMN) ocorreu por meio da lei complementar estadual (LCE) nº 152, de 16 de janeiro de 1997, inicialmente compreendendo os municípios de Natal, Parnamirim, São Gonçalo do Amarante, Ceará-Mirim, Macaíba e Extremoz. Em 10 de janeiro de 2002  Nísia Floresta e São José de Mipibu foram adicionados à RMN e, apenas quatro dias depois, foram aprovados o estatuto e o regimento interno do Conselho de Desenvolvimento Metropolitano de Natal (CDMN). Em 30 de novembro de 2005, foi adicionado o município de Monte Alegre e em 22 de julho de 2009 foi a vez de Vera Cruz integrar a região.
Um projeto de lei, de autoria do deputado estadual George Soares, pretendia adicionar o município de Ielmo Marinho à região metropolitana, devido à sua proximidade com o Aeroporto Internacional de São Gonçalo do Amarante. Outro projeto, do deputado Poti Júnior, sugeria a inclusão de Maxaranguape na Grande Natal. Ambos os projetos, aprovados em 2011, foram vetados em 2012 pela governadora do Rio Grande do Norte, Rosalba Ciarlini. No ano seguinte, a Assembleia Legislativa do Rio Grande do Norte promulgou a LCE 485 e o município de Maxaranguape foi incluído. Em 2015, foram incorporados os municípios de Arez, Goianinha e Ielmo Marinho. Desde 30 de abril de 2019, com a inclusão de Bom Jesus passou a fazer parte, a RMN possui quinze municípios.
Um projeto de lei de autoria do deputado estadual Arlindo Dantas pretendia incluir o município de Nova Cruz na região metropolitana, o deputado alegou que a cidade fica somente a 37 km da capital, porém há um equívoco, já que o município fica a 96 km da capital e ainda faz divisa com o estado da Paraíba, o que tecnicamente inviabiliza a inclusão do município.

## Municípios
Formada por quinze municípios, a Região Metropolitana de Natal (RMN) apresenta-se como uma das regiões de maior dinamismo econômico e social do Rio Grande do Norte. Do ponto de vista da urbanização, apresenta uma acentuada diferença, pois a população rural de alguns municípios é superior à população urbana. 
| Município               | Legislação | Área (km²) | População (2021) |
| ----------------------- | ---------- | ---------- | ---------------- |
| Arês                    | LCE 559/15 | 112,584    | 14 526           |
| Bom Jesus               | LCE 648/19 | 122,035    | 10 323           |
| Ceará-Mirim             | LCE 152/97 | 724,38     | 74 268           |
| Extremoz                | LCE 152/97 | 139,575    | 29 282           |
| Goianinha               | LCE 559/15 | 192,277    | 27 004           |
| Ielmo Marinho           | LCE 540/15 | 312,028    | 14 033           |
| Macaíba                 | LCE 152/97 | 510,771    | 82 828           |
| Maxaranguape            | LCE 485/13 | 131,316    | 12 714           |
| Monte Alegre            | LCE 315/05 | 210,918    | 22 698           |
| Natal                   | LCE 152/97 | 167,264    | 896 708          |
| Nísia Floresta          | LCE 221/02 | 307,842    | 28 266           |
| Parnamirim              | LCE 152/97 | 123,471    | 272 490          |
| São Gonçalo do Amarante | LCE 152/97 | 249,124    | 104 919          |
| São José de Mipibu      | LCE 221/02 | 290,331    | 44 566           |
| Vera Cruz               | LCE 391/09 | 83,89      | 12 789           |
| Total                   | Total      | 3677,806   | 1 647 414        |